# مجمع اتصالات الجزائر
مجمع اتصالات الجزائر مؤسسة عمومية اقتصادية جزائرية أُنشئت في 9 نوفمبر 2017. يُشرف على مراقبة وتنسيق وتنفيذ المشاريع في قطاع المواصلات السلكية واللاسلكية.

## تاريخ
نتج إنشاء مجمع اتصالات الجزائر من إنشاء فرعها الحالي اتصالات الجزائر في عام 2000 بعد دخول القانون رقم 03/2000 الصادر في 5 أغسطس 2000 حيز التنفيذ والذي ينص على الفصل الكامل بين الأنشطة البريدية وأنشطة الاتصالات السلكية واللاسلكية عن خدمات البريد والهاتف (PTT) السابقة.
في عام 2017، قررت الحكومة الجزائرية، من خلال مجلس مشاركة الدولة (CPE)، إنشاء مؤسسة جديدة تسمى مجمع اتصالات الجزائر (بالفرنسية: Groupe Télécom Algérie)‏ اختصارًا GTA.

## التعريف
تتمثل مهمة مجمع اتصالات الجزائر في ترشيد جميع الموارد التقنية والبشرية والمالية لقطاع الاتصالات في الجزائر  من أجل تلبية متطلبات زبائنها الخواص والمهنيين والمؤسسات.
يقدر عدد العمال بأكثر من 25000 شخص في جميع أنحاء البلاد.
يملك مجموع اتصالات الجزائر ستة مؤسسات اقتصادية عامة في شكل شركات تابعة.

## المؤسسات التابعة
يتوفر مجمع اتصالات الجزائر على ستة فروع وهي:
- اتصالات الجزائر، مؤسسة تعمل على تزويد خدمة الهاتف الثابت والإنترنت عالي السرعة والاتصال اللاسلكي.
- موبيليس، متعامل للهاتف النقال في الجزائر.
- اتصالات الجزائر الفضائية (ATS)، شركة متخصصة في تطوير وتعزيز الاتصالات الساتلية, .[15][16]
- اتصالات الجزائر أوروبا (ATE)، الشركة التي تسير الكابل البحري ORVAL / ARVAL يربط الاتصالات الجزائرية والأوروبية [17] ومقرها فالنسيا بإسبانيا.[18] تهتم شركة اتصالات الجزائر قبل كل شيء بضمان استمرار الاتصالات مع أوروبا.[19]
- كومنتال، شركة تقوم بتشغيل وإدارة الألياف السوداء [20]، والتي تهدف إلى توفير الوصول إلى جميع خدمات الاتصالات السلكية واللاسلكية بتكلفة أقل.[21]
- صاتيكوم، شركة متخصصة في مجال اتصالات الفيديو وكذلك في تطوير تطبيقات المراقبة والتحكم عن بعد.[22] أحد خدماتها الرئيسة هو إدارة الاستقبال المستخدمة على مستوى 1000 مكتب بريد الجزائر، و239 وكالة تجارية في الجزائر للاتصالات و177 وكالة تجارية تابعة لشركة موبيليس.[23]

## المديرون التنفيذيون
- أحمد شودار (28 مارس 2018-1 سبتمبر 2020) [24]
- كريم بيبي تريكي (1 سبتمبر 2020-7 يوليو 2021),[25][26]
- خالد زرات (منذ أكتوبر 2021) [27]